# Surf de grosses vagues
Pour les articles homonymes, voir Big, Wave et Vague.

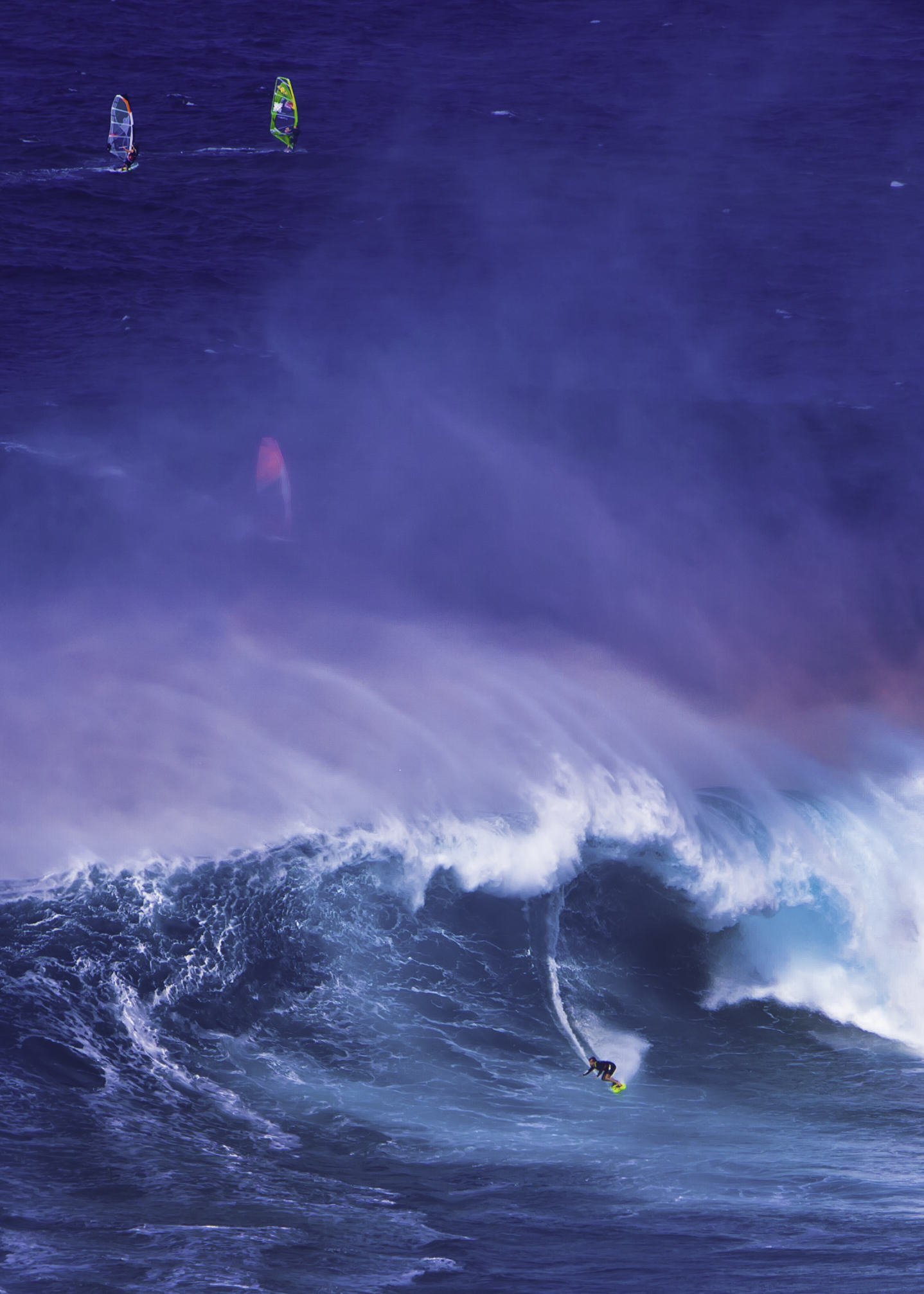
Spot Jaws (mâchoire) de Maui à Hawaï.

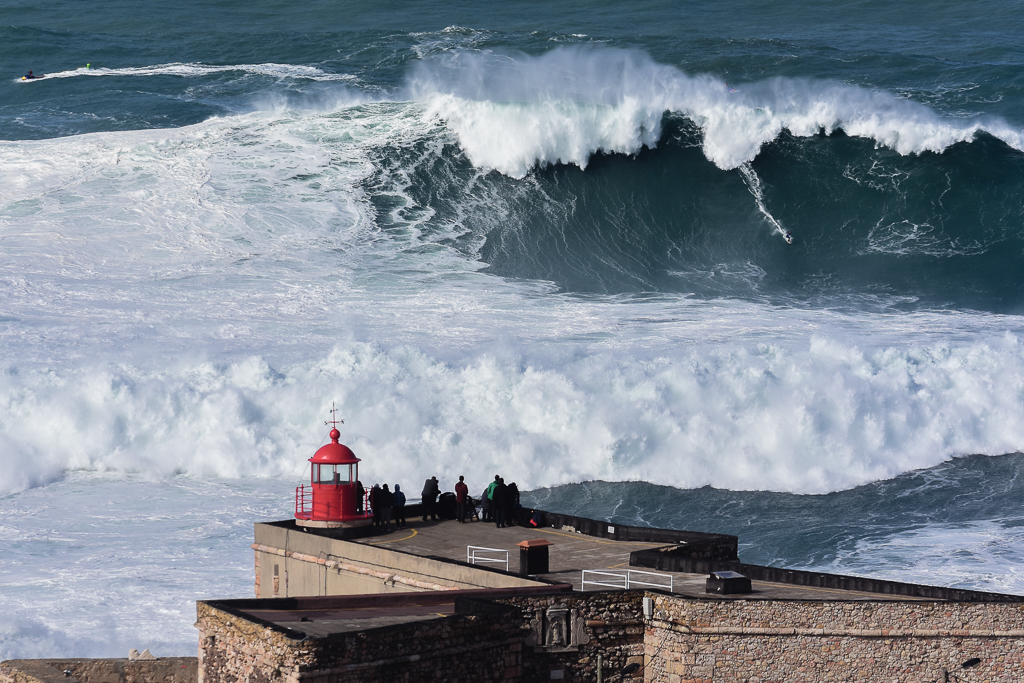
Nazaré, Portugal.

Le surf de grosses vagues (big wave surfing, ou big wave rider, en anglais) est en jargon de vocabulaire du surf, une discipline sportive extrême de surf, qui consiste à surfer sur les spots de vagues déferlantes les plus importantes du monde (ou tubes riders géants) de plus de 7 m jusqu'à plus de 30 m de hauteur,,.

## Histoire
Cette discipline de sport extrême de surf des vagues les plus hautes et puissantes du globe terrestre, est réservée aux surfeurs les plus expérimentés et les mieux préparés du monde,,. 

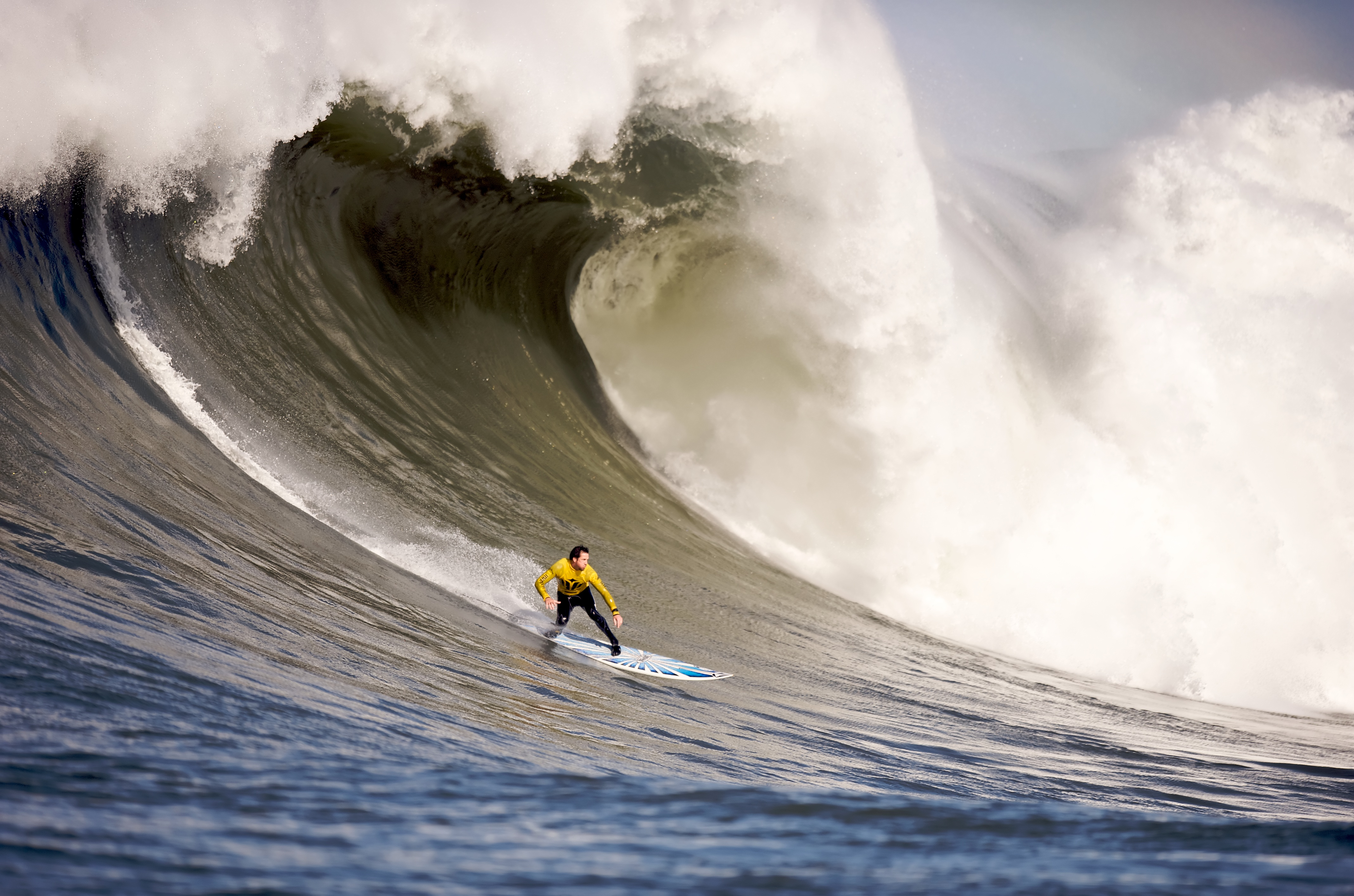
Mavericks, en Californie
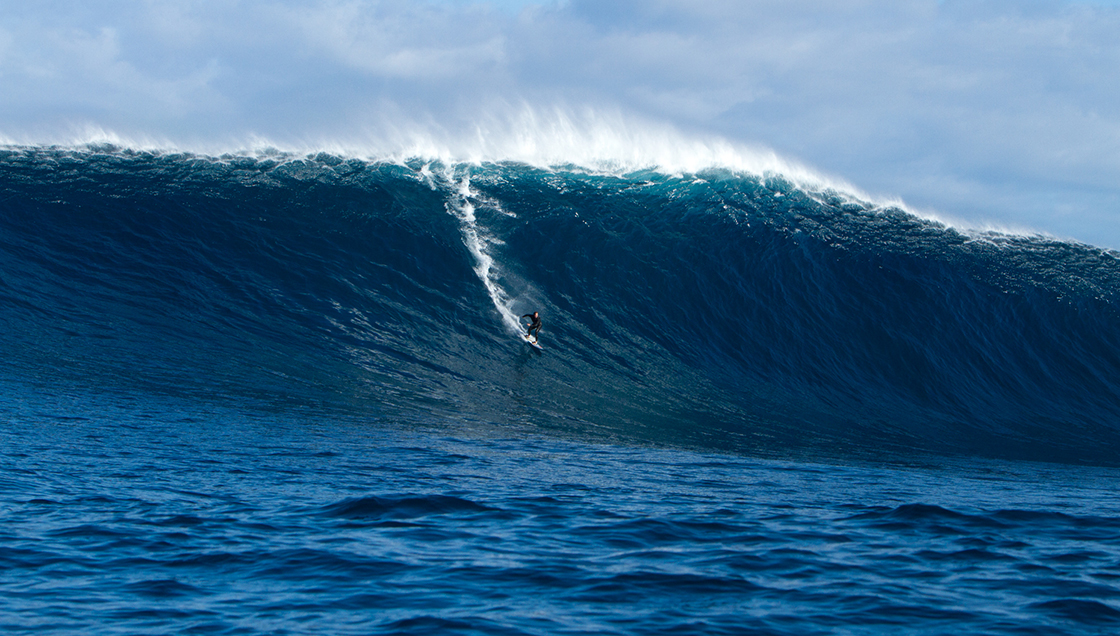
Cowaramup Bombora (en), Australie.
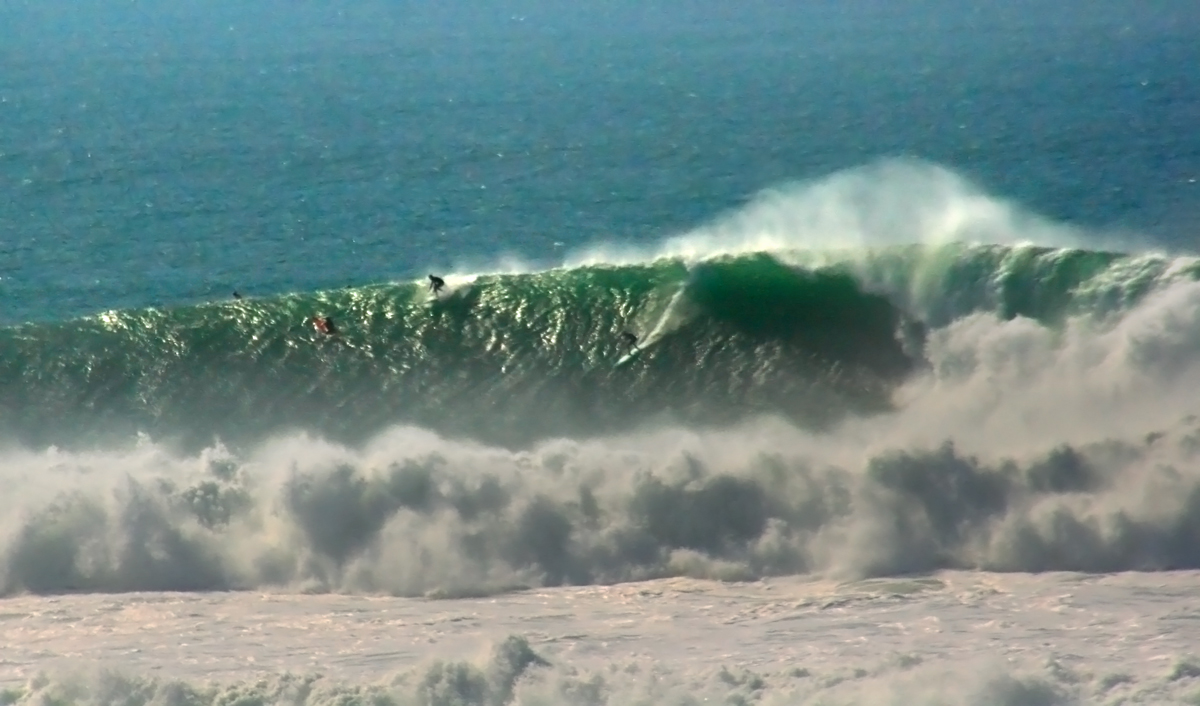
Mavericks, Californie.
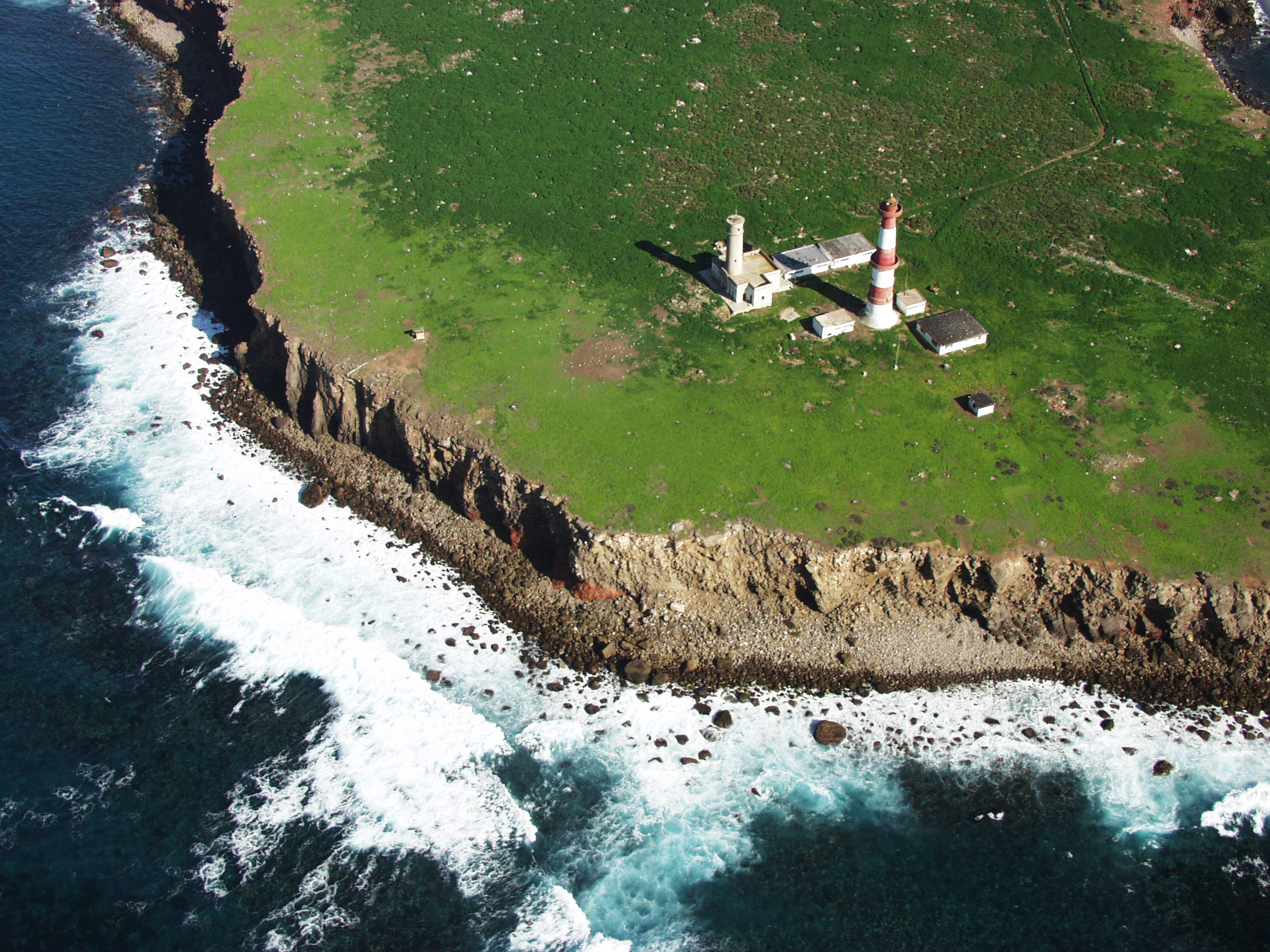
Isla Todos Santos, Mexique.

Les dimensions des planches de surf longboard « gun » ou « towboard » varient en fonction de la taille des vagues et des techniques de surf (les planches plus grandes et plus longues sont plus stables, mais moins maniables et moins rapides).

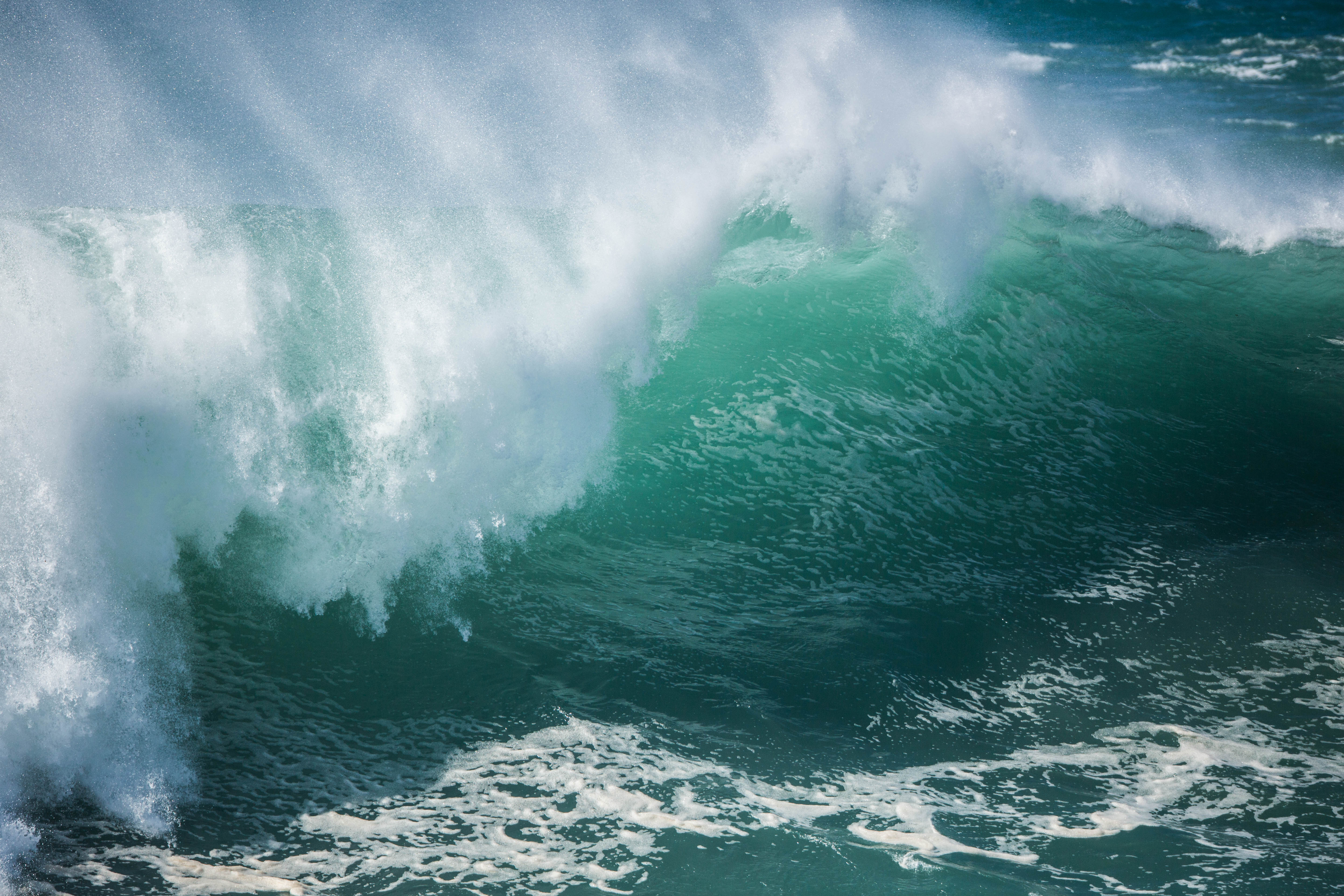
Waimea Bay, Mémorial Eddie Aikau, Hawaï
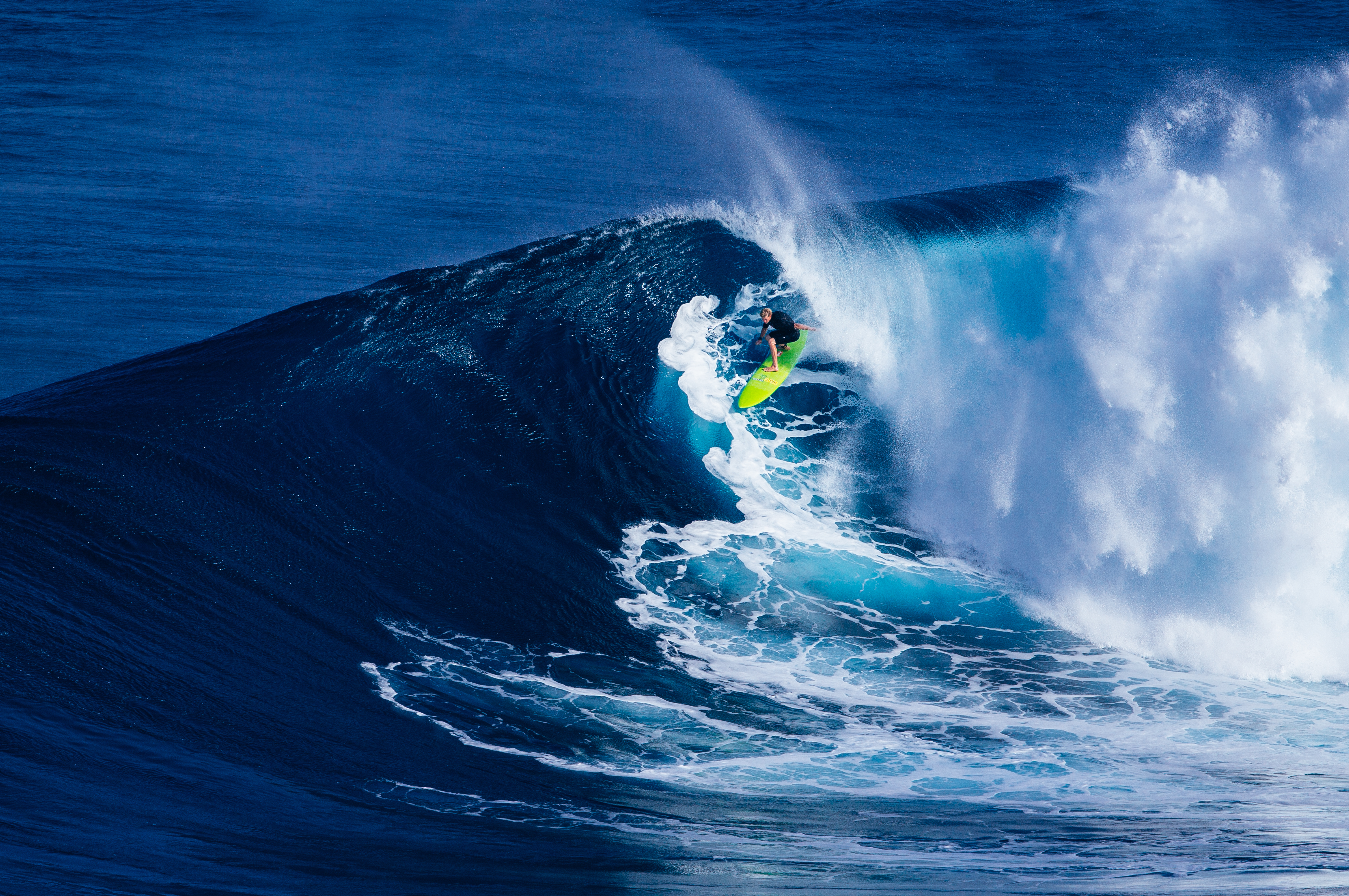
Jaws (mâchoire), Maui, Hawaï
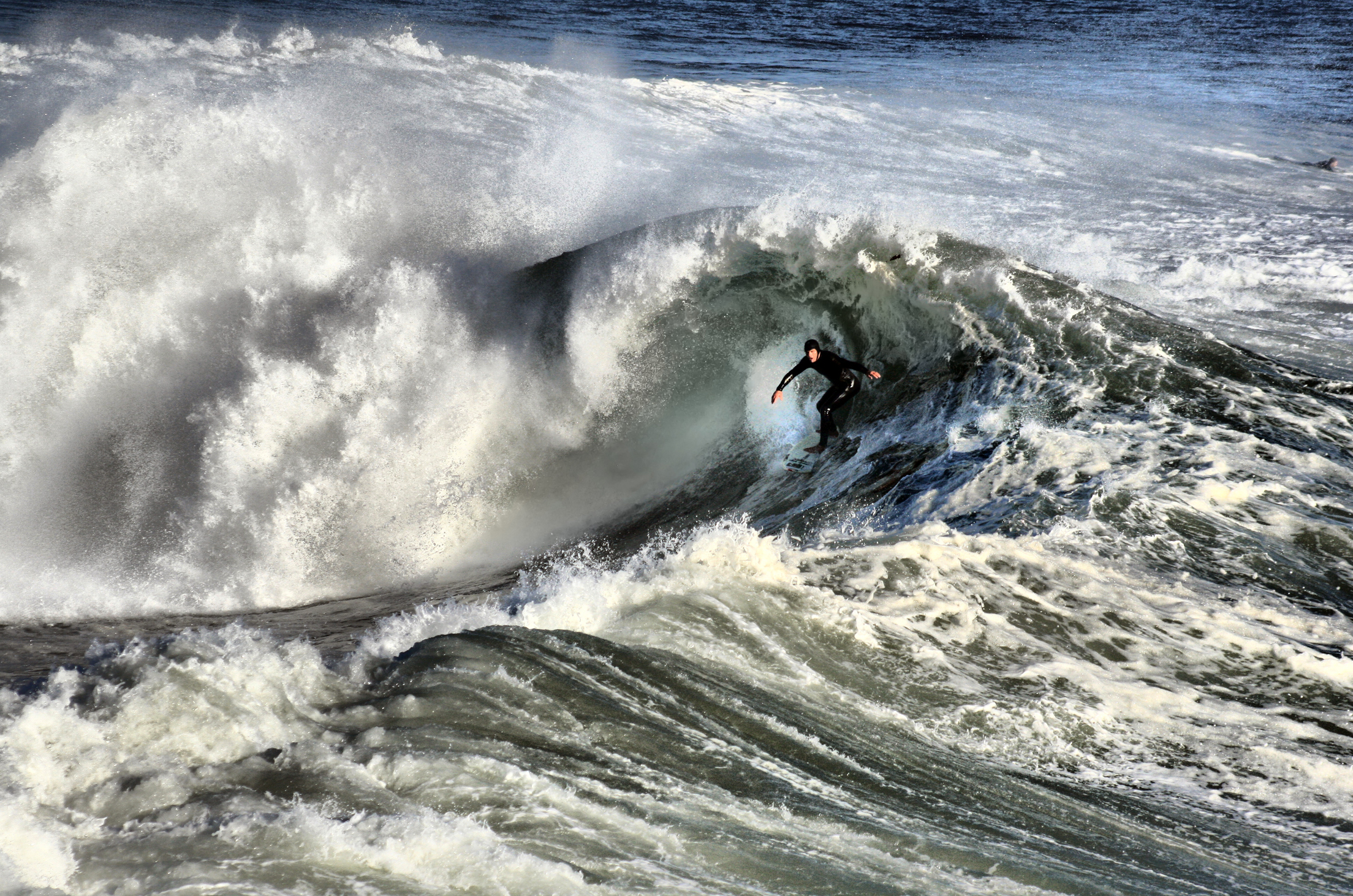
Santa Cruz, Californie

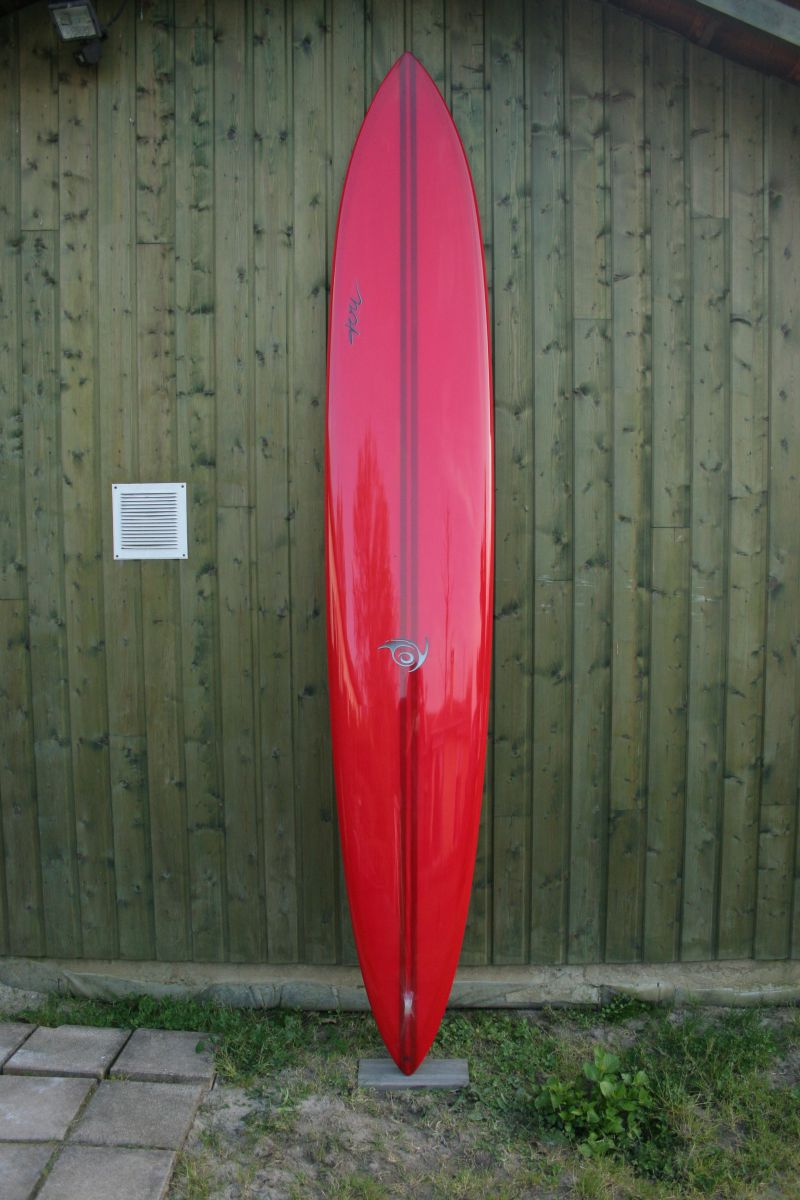
Planches de surf longboard « gun » pour le surf des grosses vagues.

Le spot de Nazaré au Portugal, sur l'océan Atlantique, est à ce jour le spot des plus grosses vagues surfables du monde, de plus de 30 m de haut pour plus de 60 km/h,, avec les recordmen :
- Masculin : 28,57 m - 24 fev 2024 : Sebastian Steudtner (allemand)[9].
- Féminin : 22,4 m - 11 fev 2020 : Maya Gabeira ( Brésil)[10].
- Masculin français : Benjamin Sanchis ( France) 33 m (chute non homologuée)[11],[12]
- Féminin française : Justine Dupont ( France)[13]

## Jet ski et surf à la pagaie
En 1992, les surfeurs de grosses vagues américains Laird Hamilton et Darrick Doerner (en) ont initié la catégorie « surf tracté » (tow-in surfing, remorqués par des jets ski) pour améliorer, faciliter et sécuriser l’approche et le surf des plus grosses vagues records de plus de 20 m, avec des surfs plus petits et plus maniables. 
Le 18 janvier 2010 les surfeurs de grosses vagues Danilo Couto et Marcio Freire ont initié la catégorie « surf à la pagaie » (stand up paddle) sur le spot de Jaws (mâchoires) de Maui à Hawaï (sans support de motomarine).

## Dangers
Les plus grosses et puissantes vagues déferlantes du monde peuvent entraîner dans des tourbillons de courants les surfeurs de 6 à 15 m vers le fond, souvent entraînés par le leash de leur surf, et les blesser mortellement sur des récifs ou fonds rocheux, avec des pressions d'eau capables de leur détruire les tympans, et des délais courants de 20 s de plongée en apnée pour revenir à la surface et reprendre leur souffle, avant qu'une nouvelle vague ne les frappe à nouveau... Leur sécurité et survie est assurée par d'importants niveaux d’entraînements, des gilets de sauvetage gonflables à air comprimé, et des services de secours en motomarine, etc. Les vagues scélérates ne sont pas adaptées au surf de grosses vagues en raison de leurs apparitions ponctuelles et imprévisibles,.

## Records homologués
Liste des records de surf (en) :
- 28,6 m - 24 fév 2024 : Sebastian Steudtner (en) ( Allemagne) - Nazaré, Portugal
- 24,4 m - 8 nov 2017 : Rodrigo Koxa (en) ( Brésil) - Nazaré, Portugal (Quiksilver XXL Biggest Wave du World Surf League WSL)[9],[16]
- 23.8 m - 1 nov 2011 : Garrett McNamara (en) ( États-Unis) - Nazaré, Portugal
- 23.5 m - 5 jan 2008 : Mike Parsons (en) ( États-Unis) - Cortes Bank (en), Californie
- 22.4 m - 11 fev 2020 : Maya Gabeira ( Brésil) - Nazaré, Portugal (record du monde féminin XXL Biggest Wave Award[10],[17])
- 21.3 m - 15 jan 2016 : Pete Cabrinha (en) ( États-Unis) - Jaws, Maui, Hawaï (Billabong XXL (en))

## Quelques vagues géantes célèbres

### Afrique
- Dungeons, Le Cap, Afrique du Sud

### Amérique latine
- El Buey (en), Chili.
- Punta de Lobos (en), Chili.
- Puerto Escondido, Mexique.
- Isla Todos Santos, Mexique.
- Pico Alto, Lima, Pérou.

### Australie
- Pedra Branca, Tasmanie
- Devil's Point, Shipstern Bluff (en), Tasmanie
- Cowaramup Bombora (en)
- Cyclops, parc national du cap Le Grand
- Gascoyne (pierres tombales)

### Caraïbes
- Rincón, Porto Rico

### États-Unis
- Cortes Bank (en), Californie
- Ghost Trees (en), Californie
- Mavericks, Californie
- The Wedge, Californie
- Nelscott Reef (en), Oregon

### Europe
- Cribbar (en), Cornouailles, Angleterre
- Belharra-Perdun, France
- Aileens, falaises de Moher, Irlande
- Mullaghmore, Irlande
- Nazaré, Portugal
- Île de Madère, Portugal
- Punta Galea (en), Pays basque espagnol
- Aizpurupe, Zarautz, Pays basque espagnol

### Îles du Pacifique
- Cloudbreak, Tavarua, Fidji
- Jaws, Maui, Hawaï.
- Banzai Pipeline, Hawaï
- Sunset Beach, Oahu,  Hawaï
- Waimea Bay, Oahu, Hawaï
- Alligator Rock, Oahu, Hawaï
- Vague de Teahupo'o, Tahiti

## Quelques compétitions
Les compétitions ont lieu habituellement en hiver, saison où les océans Atlantique et Pacifique forment les plus grosses vagues.
- Billabong XXL (en) Big Wave Awards[18].
- World Surf League (WSL) - Big Wave World Tour (BWWT)
- Mémorial Eddie Aikau, de Waimea Bay à Hawaï (du nom du sauveteur et surfeur hawaïen Eddie Aikau)

## Quelques surfeurs de grosses vagues

### Français
- Jérémy Florès
- Justine Dupont[19],[20]
- Malik Joyeux

### Mondiaux
- Lucas Chumbo (en)
- Eddie Aikau
- Ken Bradshaw
- Tom Carroll
- Shane Dorian
- John John Florence
- Mark Foo
- Maya Gabeira
- Laird Hamilton

- Keala Kennelly
- Kai Lenny
- Jay Moriarity
- Greg Noll
- Jamie O'Brien
- Buzzy Trent

## Au cinéma
- 1961 : Surfing Hollow Days, de Bruce Brown.
- 1964 : Ride the Wild Surf, de Don Taylor.
- 1978 : Graffiti Party, de John Milius.
- 1991 : Point Break, de Kathryn Bigelow, avec Patrick Swayze et Keanu Reeves.
- 1998 : In God's Hands, de Zalman King.
- 2002 : Meurs un autre jour, de Lee Tamahori, James Bond 007, avec Pierce Brosnan[21].
- 2003 : Step into Liquid (en), de Dana Brown (en) (documentaire).
- 2004 : Riding Giants (en), de Stacy Peralta.
- 2005 : Brice de Nice, de James Huth, avec Jean Dujardin[22].
- 2007 : Les Rois de la glisse, de Ash Brannon et Chris Buck.
- 2012 : Chasing Mavericks, de Curtis Hanson.
- 2015 : Point Break (remake), d'Ericson Core.
- 2017 : Surf's Up 2: WaveMania, d'Henry Yu.